# 안락사법 (독일)
독일 안락사법(Sterbehilfegesetz)은 상업적 목적의 조력 자살을 금지하기 위한 법으로 2015년 11월 6일 독일 연방의회 하원회의에서 통과되었다. 공식 명칭은 '상업적 목적의 조력 자살에 대한 형사처벌 법'이며 독일 형법(StGB) 제217조에 명시되어 있다.

## 도입 배경
1984년 독일 연방대법원의 비티히(Wittig) 사건에 대한 판결을 계기로 독일에서 안락사를 입법화하기 위한 논의가 본격화되었다. 1986년 이후부터 안락사에 대한 법률 초안이 학제간 작업으로 발의되어 왔으나, 결과적으로는 형법 개정에 반영되지 못했다.
안락사에 대한 입법이 실제로 이루어진 것은 민법(BGB)의 개정이었다. 2003년 연방대법원의 뤼벡커(Lübecker) 사건을 계기로 하여 독일연방법무부 내에 '생명 종료시 환자의 자치'에 관한 연구반이 설치되었다. 연구반에서 제출한 보고서를 기반으로 2004년 11월 1일 제 3차 후견법개정안이 제출되었으며, 오랜 토론과 수정을 거쳐 2009년 6월 연방회의에서 '사전지시서에 관한 법률'이 통과되었다.
'사전지시서에 관한 법률'은 민법 제 4권 가족법상의 후견법에 제1901a조 보관됨 2016-04-15 - 웨이백 머신 (사전지시서의 구속력에 관한 조항), 제1901b조 보관됨 2016-04-28 - 웨이백 머신 (환자의 의사를 확정하기 위한 의사와 후견인의 대화에 관한 조항), 제1904조 보관됨 2016-04-26 - 웨이백 머신 (의료적 조치에 대한 후견법원의 허가에 관한 조항)를 삽입하여 사전지시서의 법적 근거 및 그 구속력을 규정하고, 후견법원의 개입에 대한 법적 근거를 마련하였다.
그러나 '사전지시서에 관한 법률' 사전지시서의 여부와 치료에 대한 거부 만을 다룬다는 점에서 안락사를 원하는 사람들의 자기결정권을 완벽하게 보장할 수 없었고, 이에 새로운 안락사 법의 필요성이 지속적으로 제기되었다.

## 법률 초안에 대한 투표
안락사 법의 개정 필요성에 의하여 '사전지시서에 관한 법률'이 제정된 이후 구체적인 안락사 법의 내용에 대한 초안들이 제시되어왔다. 해당 법안들은 최종적으로 5가지 안으로 통합되어 2015년 11월 6일 독일 연방의회 하원회의에 안락사 법의 초안으로 제시되었다.
1. CDU 소속 미하엘 브란트 의원과 SPD 소속 케르스틴 그리제 의원은 친족 또는 가까운 사람에 의한 상업적이지 않은 안락사는 처벌하지 않는다는 법안을 제시하였다. 이 법안은 투표 결과 총 602표 중 360표를 획득하여 통과되었다.[3]
2. CDU 소속 패트릭 센스버그의원과 CDU 소속 토마스 도어플링거 의원이 제안한 법안은 안건들 중 가장 보수적인 것으로, 어떠한 형태의 안락사도 허용하지 않는다는 내용이다. 이 법안은 가장 보수적인 법안으로 평가받았다.[3]
3. CDU 소속 페테르 힌제 의원과 SPD 소속 칼 라우터바흐 의원은 가장 자유로운 법안을 제시하였는데, 가이드라인을 제시하여 이에 해당하는 경우의 안락사는 민법에서 허용한다는 내용이다.[3]
4. 녹색당 소속 레나테 퀴나스트 의원과 좌파당 소속 페트라 시테 의원이 제안한 법안은 안락사에 관한 새로운 법률을 제정하기 보다는 고통 완화 처치에 대해 비중을 두어야 한다는 내용이다.[3]
5. 녹색당 소속 카티야 코일 의원은 현재의 법적 상황을 그대로 유지해야 한다는 안을 제시하였다.

최종적으로 통과된 미하엘 브란트 의원과 케르스틴 그리제 의원의 법률 초안은 안락사 법에 반영되어 '상업적 목적의 조력자살에 대한 형사처벌 법'으로 형법 제217조에 추가되었다.

## 비판
SPD의 브리기테 치프리스 전 법무장관은 법률 조항의 '상업적 목적'이라는 말에 대해 판단의 기준이 모호하여 법적 불확실 시대를 초래할 것이라며 비판했다.

## 같이 보기
- 안락사
- T4 작전